# Ha Jin

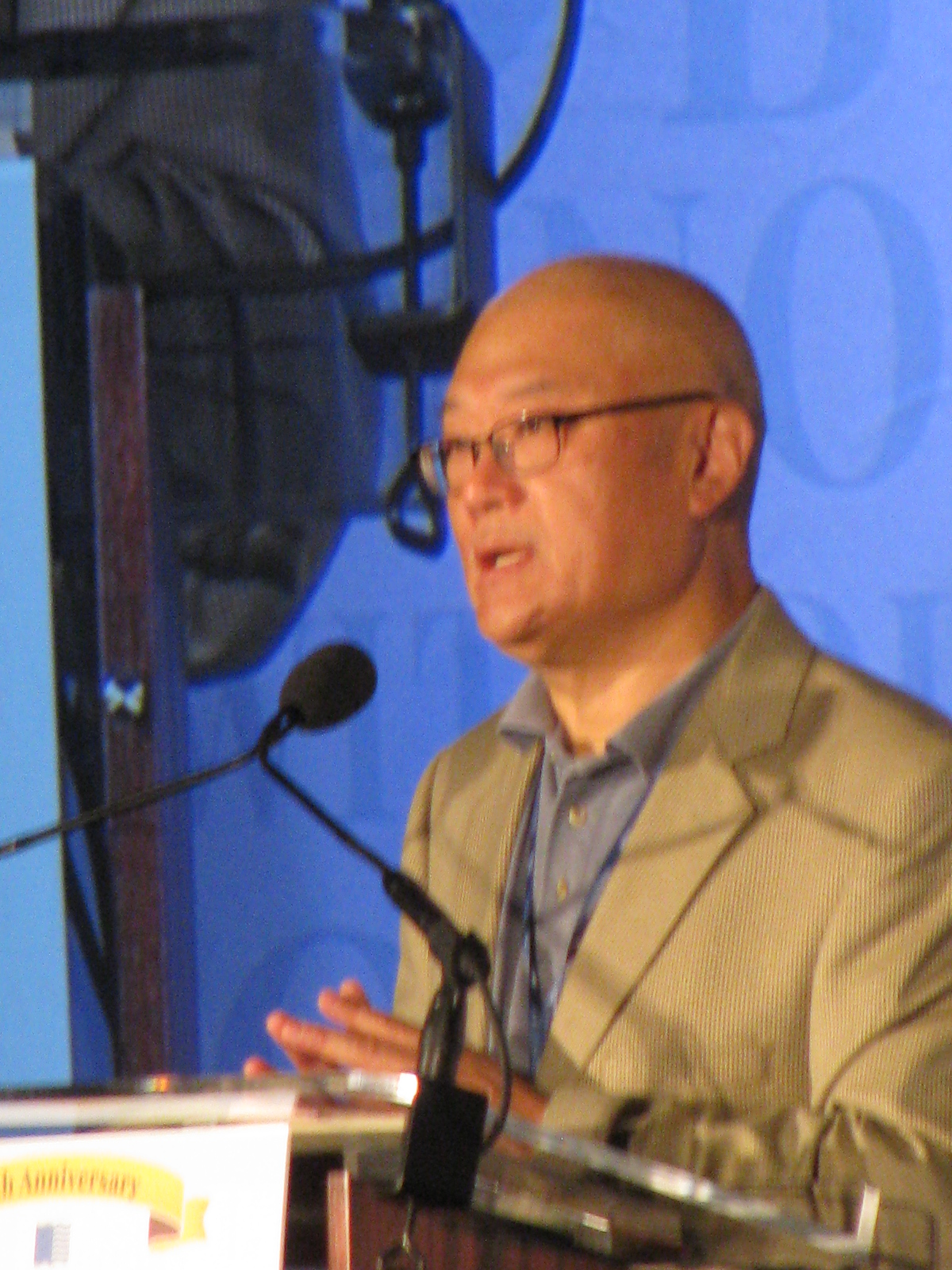
Ha Jin

Ha Jin (chinesisch 哈金, Pinyin Hā Jīn; * 21. Februar 1956 in Jinzhou, China) ist ein US-amerikanischer Autor chinesischer Herkunft.

## Leben
Ha Jin, eigentlich Jin Xuefei (chinesisch 金雪飞), wurde 1956 in der nordostchinesischen Stadt Jinzhou geboren. Mit 14 Jahren wurde er während der Kulturrevolution Soldat und diente fünf Jahre lang an der chinesisch-sowjetischen Grenze. Unter schwierigen Bedingungen bildete er sich autodidaktisch fort. 1977, als die Universitäten wieder geöffnet wurden, schrieb er sich an der Universität Harbin ein.
1985 emigrierte er in die USA. An der Brandeis Universität promovierte er 1992. Inzwischen arbeitet er als Professor für englische Literatur in Boston (Boston University).
Sein 1999 erschienener Roman Waiting (dt. Warten, 2000) gewann einige der renommiertesten amerikanischen Literaturpreise: 1999 den National Book Award, 2000 den PEN/Faulkner Award, gleichzeitig gab es eine Nominierung für den Pulitzer-Preis. In dem Roman geht es um eine Dreiecksgeschichte, die im China der Kulturrevolution spielt. Der Arzt Lin Kong verliebt sich in eine Krankenschwester, darf sich aber erst nach einer Frist von 18 Jahren scheiden lassen. Inzwischen warten alle Beteiligten – er, seine Frau und die Geliebte –, und der nicht gerade sehr standfeste Lin Kong schwankt immer wieder zwischen den beiden Frauen.
Es folgte der Roman The Crazed (2002, dt. Verrückt, 2004). Ein Literaturprofessor scheint nach einem Schlaganfall verrückt geworden zu sein und wird von einem Studenten gepflegt. Gleichzeitig geht es auch immer wieder um das Thema der Politik, das in seiner Düsterheit an Albert Camus erinnert.
Sein 2004 erschienener Roman War Trash, (dt. Kriegspack, 2005) erzählt das Schicksal eines jungen Chinesen mit guten Englischkenntnissen, der als Soldat im Koreakrieg in amerikanische Gefangenschaft gerät und im Lager als Übersetzer für verschiedene politische Gruppierungen fungiert.
Die Frage der Loyalität, soll er nach Hause in die Volksrepublik China zurückkehren, zu Mutter und Verlobter, aber auch dem kommunistischen Regime, dem er sich nicht zugehörig fühlt, oder die Gelegenheit wahrnehmen, ins kapitalistisch geprägte Taiwan auszuwandern, ist ein Thema des Buches. Die Brutalität und Menschenverachtung, die durch den Krieg in allen ideologischen Lagern institutionalisiert werden, ein anderes. War Trash, das sind die Menschen ohne Befehlsgewalt, Soldaten und Zivilisten, die austauschbar, entbehrlich, Kanonenfutter sind.
Für War Trash erhielt Ha Jin erneut den PEN/Faulkner Award (2005). Ha Jin war Mary Ellen von der Heyden Fellow For Fiction 2008, an der American Academy in Berlin. Zudem wurde er 2006 in die American Academy of Arts and Sciences und 2014 in die American Academy of Arts and Letters gewählt.
Am 28. Juli 2021 wurde ein Asteroid nach ihm benannt: (58495) Hajin.

## Politische Einstellungen
Im Oktober 2024 gehörte Ha Jin zu den Unterzeichnern eines Aufrufs zum Boykott israelischer Kulturinstitutionen, „die an der überwältigenden Unterdrückung der Palästinenser mitschuldig sind oder diese stillschweigend beobachtet haben“.

## Werke
- In the Pond, Roman (1998, dt. Im Teich)
- Waiting, Roman (1999, dt. Warten)
- The Crazed, Roman (2002, dt. Verrückt)
- War Trash, Roman (2004, dt. Kriegspack)
- A Free Life, Roman (2007, dt. Ein freies Leben), dt. von Susanne Hornfeck; Ullstein, Berlin 2010. ISBN 978-3-548-60970-6.
- The Writer as Migrant, Essay (2008).
  - Deutsch aus dem Englischen von Susanne Hornfeck: Der ausgewanderte Autor. Über die Suche nach der eigenen Sprache. Arche Verlag, Hamburg/Zürich 2014, ISBN 978-3-7160-2708-0.
- Nanjing Requiem, Roman (2011, dt. Nanking Requiem), dt. von Susanne Hornfeck; Ullstein, Berlin 2012. ISBN 978-3-550-08890-2; ausgezeichnet u. a. mit dem Dayton Literary Peace Prize
- A map of betrayal. Pantheon Books, New York 2014. (dt. Verraten. Aus dem Amerikanischen von Susanne Hornfeck. Arche, Zürich/Hamburg 2015, ISBN 978-3-7160-2725-7.)

### Erzählungen
- Ocean of Words (1996) Hemingway Foundation PEN Award.
- Under the Flag (1997).
- A Good Fall, Sammlung von Kurzgeschichten (2009).
  - deutsch von Susanne Hornfeck: Papagei über Bord. Stories. Arche Verlag, Zürich 2016, ISBN 978-3-7160-2737-0.

### Lyrik
- Between Silences (1990)
- Facing Shadows (1996)